# Peribsen
Peribsen (eigentlich Seth-Peribsen oder Asch-Peribsen, nach älterer Lesung auch Perabsen) ist der Serechname eines frühägyptischen Königs (Pharao), der während der 2. Dynastie regierte. Die Dauer seiner Herrschaft ist unbekannt. Seine Vorgänger- und Nachfolgerschaft werden innerhalb der Forschung diskutiert, da Uneinigkeit über die Herrscherchronologie der 2. Dynastie besteht. Im Gegensatz zu einigen anderen Herrschern dieser Epoche ist Peribsen dennoch in der Archäologie umfangreich belegt und ägyptologisch gut dokumentiert.
Peribsens Königsname ist für Ägyptologen und Archäologen gleichermaßen von Interesse, weil er nicht – wie sonst für die frühen Dynastien üblich – dem Himmelsgott Horus gewidmet ist, sondern mit der Gottheit Seth verknüpft wurde, die im Verlauf der ägyptischen Geschichte einen recht wechselhaften Ruf genoss. Peribsens Name hat innerhalb der Forschung die Frage aufgeworfen, warum der König gerade Seth als Namenspatron wählte und nicht Horus. Besonders die widersprüchlichen religiösen Ansichten über Seth während deutlich späterer Dynastien erschweren eine genauere Auswertung der möglichen Umstände und Motive. Eine geplünderte Grabanlage und der mögliche Ausschluss von Peribsen aus späteren königlichen Ahnenlisten wie der Königsliste von Sakkara, der Königsliste von Abydos und dem Königspapyrus Turin machen eine genaue Einschätzung von Peribsens Person und seinem Nachruf nahezu unmöglich.
Aus Peribsens Regierungszeit sind jedoch dank Tonsiegel- und Gefäßinschriften interessante Ereignisse und Neuerungen bekannt, die eine wechselhafte Landespolitik offenbaren. Es scheinen Hinweise vorzuliegen, wonach Ägypten unter Peribsen in zwei separate Reiche aufgeteilt wurde und der Regent seinen Thron mit anderen Königen teilen musste. Infolgedessen wurde der gesamte Regierungs- und Verwaltungsapparat neu strukturiert und das Beamtentum in seinen Titeln und einzelnen Funktionen reformiert. Die genaueren Beweggründe und Abläufe für dieses ungewöhnliche Ereignis werden bis heute untersucht. Die Forschung beschäftigt sich ebenfalls mit möglichen Gegenherrschern, die die benachbarte Landeshälfte besetzten. Die chronologische Zuordnung dieser Gegenkönige ist weiterer Bestandteil anhaltender Untersuchungen. Da die archäologischen Funde jedoch widersprüchliche Ergebnisse liefern, bewegen sich die bisherigen Darlegungen seitens Historikern und Ägyptologen bezüglich der Reichsteilung weitgehend im Bereich von Hypothesen. Die Reichsteilungstheorie ist daher umstritten und wird nicht von allen Ägyptologen und Historikern akzeptiert. Skeptiker argwöhnen, ob die Reichsteilung rein bürokratischer Natur war, lediglich die Rang- und Funktionstitel von Beamten betraf und Peribsen nicht doch über ganz Ägypten geherrscht hatte.
Peribsens Grab liegt in Abydos bei Umm el-Qaab. Dort fanden sich zwei Grabstelen und zahlreiche Tonsiegelfragmente sowie Krüge und diverse Kunstobjekte. Das Grab war während der Ersten Zwischenzeit geplündert und während des Mittleren Reiches wiederholt restauriert worden.

## Archäologische Fundlage
| Umm el-Qaab (Grab) |

| Elephantine (Tonsiegel) |

| Beit Khallaf (Tonsiegel) |

Peribsens Serechname fand sich eingedrückt auf aus Ton und Nilschlamm bestehenden Krugsiegelverschlüssen. Die Mehrzahl von ihnen wurde um 1900 in Peribsens Grab in Umm el-Qaab bei Abydos und um 1970 auf der Insel von Elephantine ausgegraben. Ein Tonsiegelfragment stammt aus der Mastaba K1 in Bait Challaf. Während einige der Siegel vollständig erhalten geblieben sind und ihre ursprüngliche, konische Form beibehalten haben, ist der Großteil der Siegel nur noch in kleinen Fragmenten erhalten.
Peribsens Name erscheint des Weiteren in zahlreichen Inschriften auf Tonkrügen und Steingefäßen aus Alabaster, Sandstein, Siltstein, dunklem Gneis, rotem Porphyr und dunklem Schiefer. Sie stammen ausnahmslos aus Abydos. Die Gefäßformen sind mannigfaltig, es wurden Vasen in zylindrischer und amphorenähnlicher Form ausgegraben, außerdem flache und hohe Schalen. Die Inschriften sind als schwarze Tintenaufschriften, eingravierte, nachträglich gebrannte Ritzungen und als erhabene Reliefs erhalten.
Des Weiteren wurden um 1900 zwei große Grabstelen aus dunkelgrauem Granit vor dem Eingang zum Grab entdeckt. Sie werden heute im Britischen Museum in London und im Ägyptischen Museum von Kairo ausgestellt. Ihre Gestalt ist ungewöhnlich, sie wirken unfertig und grob. Einige Ägyptologen vermuten, dass Absicht hinter dieser Gestaltungsart gesteckt haben könne, doch bleibt die damit verbundene Symbolik unklar.
Ein zylindrisches Rollsiegel unbekannter Herkunft zeigt den Namen des Peribsen in einer Kartusche, zusammen mit der Beischrift Meri Netjeru („Geliebter der Götter“). Es wird angenommen, dass das Rollsiegel, sofern echt, aus deutlich späterer Zeit stammen muss, da königliche Kartuschen erst mit König Huni gegen Ende der 3. Dynastie in Gebrauch kamen. Ein weiteres Rollsiegel aus gleichem Material zeigt Peribsens Namen ohne Kartusche, dafür mit dem Titel Nisut-Biti („König von Ober- und Unterägypten“).

## Zum Namen

### Sethname statt Horusname
Peribsens Name ist ungewöhnlich. Gemäß altägyptischer Tradition wählte ein König mit der Thronbesteigung den falkenköpfigen Gott Horus als Schutzpatron und betrachtete sich als dessen irdischen Repräsentanten. Ausgedrückt wurde dies seit prädynastischer Zeit vornehmlich durch den Horusnamen. Dieser bestand aus der Miniaturdarstellung einer stilisierten Palastfassade, dem sogenannten Serech, auf dem der Horusfalke thronte. In einem freien Fenster innerhalb des Serechs stand der Name des Königs. Peribsen aber wählte anstelle der Gottheit Horus den Gott Seth, der sich in der Frühzeit und im Alten Reich ebenso großer Beliebtheit erfreute. Etwa ab der Ersten Zwischenzeit wurde Seth jedoch mehr und mehr mit negativen Aspekten bedacht, bis er ab der Spätzeit gänzlich als Gott des Chaos und des Bösen betrachtet wurde. Unter vielen späteren Herrschern, besonders ab dem Neuen Reich, zeigte sich in entsprechenden religiösen Texten und diffamierenden Darstellungen des Seth eine recht ambivalente bis ablehnende Haltung gegenüber dieser Gottheit. Einige Herrscher allerdings taten es Peribsen gleich und widmeten ihre Geburtsnamen Seth, da sie die ihm zugeschriebene kriegerische Kraft für sich beanspruchten. Prominente Beispiele hierfür sind unter anderem Sutech (13. Dynastie), Sethos I. (19. Dynastie), Sethos II. (ebenfalls 19. Dynastie) und Sethnacht (20. Dynastie).
Seit Peribsens Sethname der Forschung bekannt ist, gibt es auseinandergehende Ansichten um die Beweggründe für die Namensänderung. Im Folgenden soll auf die wichtigsten und am häufigsten zitierten Theorien eingegangen werden.

### Frühere Theorien
Eine der bekanntesten Theorien, die von Ägyptologen wie Percy Newberry, Walter Bryan Emery, Jaroslav Černý und Bernhard Grdseloff vorgetragen wird, besagt, dass es unter den Priestern der Horus- und der Seth-Kaste zu Machtkämpfen um den Einfluss auf den ägyptischen Thron kam. Unterstützt wurde die These durch die Beobachtung, dass Peribsens Eigenname in seiner Originalform in keiner späteren Königsliste erscheint und das Grabmal des Peribsen in der Antike zerstört und geplündert worden war. Zudem waren die Grabstelen, die dereinst das Tier des Seth über dem königlichen Serech zeigten, zerkratzt und abgerieben worden, in der offenkundigen Absicht, das Seth-Tier unkenntlich zu machen. Ähnliche Ansichten vertreten Emery und Bernhard Grdseloff, die einen Aufstand der Priesterkaste des Seth vermuten. Als Indiz führen sie an, dass viele der Königsgräber von Abydos, so auch das Grab des Peribsen, Brandstiftungen und Plünderungen zum Opfer gefallen waren. Emery und Černý vermuten auch, dass es unter Peribsen zu Bürgerkriegen und wirtschaftlichen Missständen innerhalb des Landes kam, die gleichzeitig mit der Namensabänderung von Peribsen auftraten. Wegen dieses „politischen Unglücks“ sei Peribsen, neben seiner Ablehnung eines Horusnamens, aus den königlichen Aufzeichnungen verbannt worden.

Siegelinschrift mit dem Serech des Peribsen neben den Titeln eines hohen Beamten

### Neuere Erkenntnisse
Die derzeitige, archäologische Fundlage scheint bislang allerdings nur zu beweisen, dass Peribsen zeitgenössisch nur in Oberägypten belegt ist, in Unterägypten, dem Norden Ägyptens, taucht sein Name hingegen nur ein einziges Mal auf. Aus diesem Grund wird nunmehr von einem Teil der Forschung davon ausgegangen, dass Peribsen womöglich nicht über ganz Ägypten geherrscht hatte. Ein wichtiges Indiz, das nach Meinung einiger Ägyptologen gegen die Theorie um religiöse Machtkämpfe zweier verfeindeter Priesterkasten spricht, ist die Scheintür im Mastabagrab des hohen Beamten Scheri in Sakkara, der während der frühen 4. Dynastie amtierte. Die Türinschrift nennt den Namen des Peribsen und den Namen eines weiteren Regenten der 2. Dynastie, Sened, in einem Satz. Scheri war der Inschrift zufolge „Vorsteher der Wab-Priester des Peribsen in der Nekropole des Sened in dessen Totentempel und an allen anderen Sitzen“. Daraus geht hervor, dass mindestens bis in die 4. Dynastie ein umfassender Totenkult um Peribsen betrieben wurde. Zudem befindet sich Scheris Mastaba auf unterägyptischem Grund (Memphis), nicht auf oberägyptischem (Thinis). Zwei Amtskollegen und mögliche Verwandte von Scheri, Inkef und Si, waren ebenfalls „Wab-Priester des Peribsen“ und „Aufseher über die Ka-Diener des Sened“. Beides widerspricht der Annahme, dass Peribsens öffentliches Bekenntnis zu Seth von Anfang an missbilligt und sein Name deshalb schon unmittelbar nach seinem Tod aus sämtlichen Aufzeichnungen entfernt wurde.
Jean Sainte Fare Garnot und Herman te Velde weisen außerdem auf den Namen von Peribsen hin, dessen Übersetzung Hinweise darauf liefert, dass Peribsen sich auch weiterhin zu Horus bekannt haben muss. Sein Name bedeutet übersetzt „Der für ihren Willen hervorkommt“, oder auch „Ihrer beider Verstand kommt heraus“. Die Namenssilbe sn („ihr/ihre/ihren“) ist eine Pluralschreibung, die klaren Bezug auf zwei Gottheiten nimmt. Demzufolge gibt es keinen Bruch mit der althergebrachten Überzeugung, dass ein ägyptischer Herrscher stets Horus und Seth zugleich verkörperte. Eine derartige Doppeldeutigkeit war im frühen Ägypten nicht ungewöhnlich, bereits die Königinnen der 1. Dynastie trugen den Titel „Die den Horus und Seth schaut“. Der Name von Peribsens Nachfolger, Horus-Seth Chasechemui, ist ebenfalls doppeldeutig. Er bedeutet „Die beiden Mächtigen sind erschienen“ und nimmt ebenfalls Bezug auf beide Reichsgottheiten. Zusätzlich ließ Chasechemui Horus und Seth gemeinsam über seinem Serech platzieren, wo sie in küssender Pose dargestellt werden. Damit sollten die Wiedervereinigung von Ober- und Unterägypten sowie der duale Herrscherglaube bildhaft zum Ausdruck gebracht werden. Ludwig David Morenz und Wolfgang Helck machen abschließend darauf aufmerksam, dass das gezielte Ausmeißeln von Seth-Tieren erst seit dem Neuen Reich sicher belegt ist. Die Austilgung von Peribsens Schutzpatron auf dessen Grabstele kann demnach nicht zeitgenössisch erfolgt sein. Dietrich Wildung wirft zudem ein, dass nicht bloß der Königsfriedhof von Abydos geplündert und in Brand gesteckt worden war, auch die Nekropolen von Naqada und Sakkara fielen derlei Verwüstungen zum Opfer. Eine gegen Peribsen persönlich gerichtete Aktion ist somit auszuschließen.
Die Tonsiegelinschriften, die aus Abydos und Elephantine stammen, zeigen neben Seth die Darstellungen der Götter Asch, Min und Nechbet, die während der Herrschaft des Peribsen angebetet wurden. Der Fruchtbarkeitsgott Min wurde seit der Prädynastik verehrt, die Göttin Nechbet erscheint unter Peribsen erstmals in anthropomorpher Gestalt. Zu ihren Füßen findet sich oft der Südliche Schrein von el-Kab. Der aus Libyen eingeführte Wüsten- und Oasengott Asch taucht unter Peribsen besonders oft auf. Er wird in den Inschriften so auffällig hervorgehoben, dass Ägyptologen wie Jean-Pierre Pätznick und Jochem Kahl in Erwägung ziehen, Peribsens Namen als „Asch-Peribsen“ zu lesen. Diese Theorie ist jedoch nicht allgemein akzeptiert. Eine Vase aus rotem Porphyr sowie mehrere Tonsiegelabdrücke zeigen die Darstellung einer Sonnenscheibe über dem Seth-Tier. Die Götterdarstellungen werden als weiterer Beweis gegen einen möglichen Durchsetzungsversuch einer neuen Staatsreligion angesehen.
In der Ägyptologie wird heute die Ansicht vertreten, dass Peribsens Reich friedlich und gewaltlos geteilt wurde. Michael Rice, Francesco Tiradritti und Wolfgang Helck verweisen auf die einst prunkvollen und gut erhaltenen Mastabagräber in Sakkara, die hohen Beamten wie Ruaben, Nefersetech und einigen anderen gehörten. Sie alle werden in die Zeit von König Ninetjer bis zum Ende der 2. Dynastie unter Chasechemui datiert. Die einstige Pracht, hochwertige Architektur und ihr guter Erhaltungszustand, sind nach Ansicht der Ägyptologen Zeichen dafür, dass der landesweite Totenkult für Könige und Adlige durchgehend florierte und gut organisiert war. Ein derartiger Wohlstand, der für einen umfangreichen Totenkult vorauszusetzen ist, wäre bei wirtschaftlichen Missständen oder Bürgerkriegen unmöglich gewesen.
Die Ägyptologie steht den Theorien von Emery, Newberry und Grdseloff heute im Allgemeinen distanziert gegenüber, da diese sich an der Fundlage ihrer Zeit orientierten, als es neben den Grabstelen nur spärliche Funde gab und viele der Tonsiegelabdrücke weder veröffentlicht noch übersetzt waren. Die Thesen zur Namensabänderung des Peribsen sind möglicherweise verfrüht aufgestellt worden und können deshalb unzutreffend sein.

## Identität

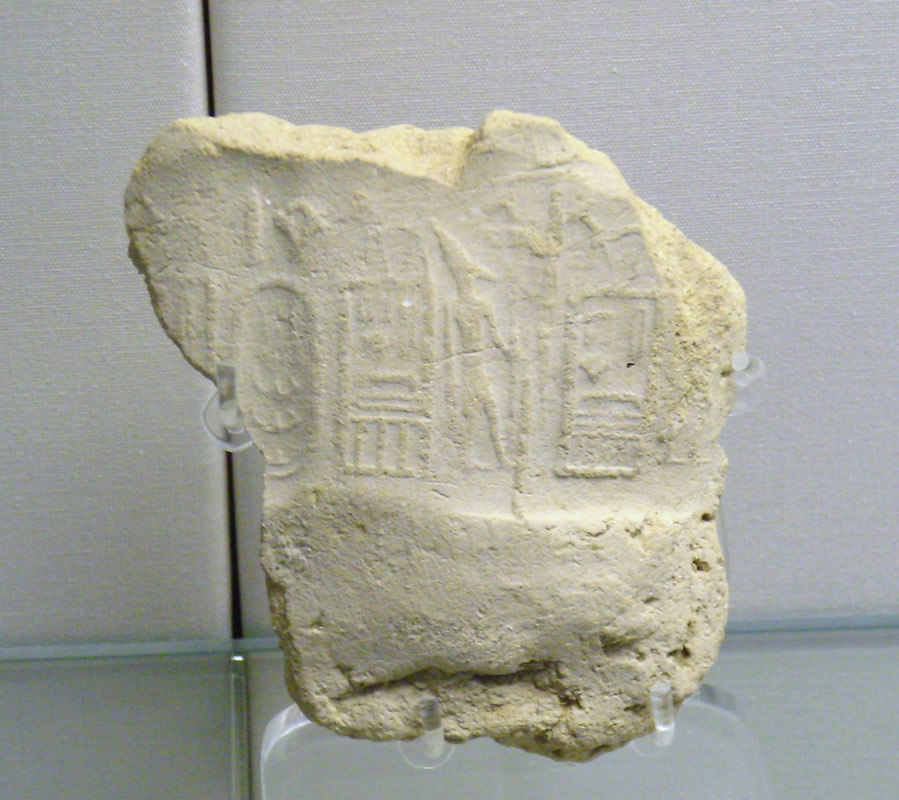
Siegelabdruck des Peribsen im Vergleich

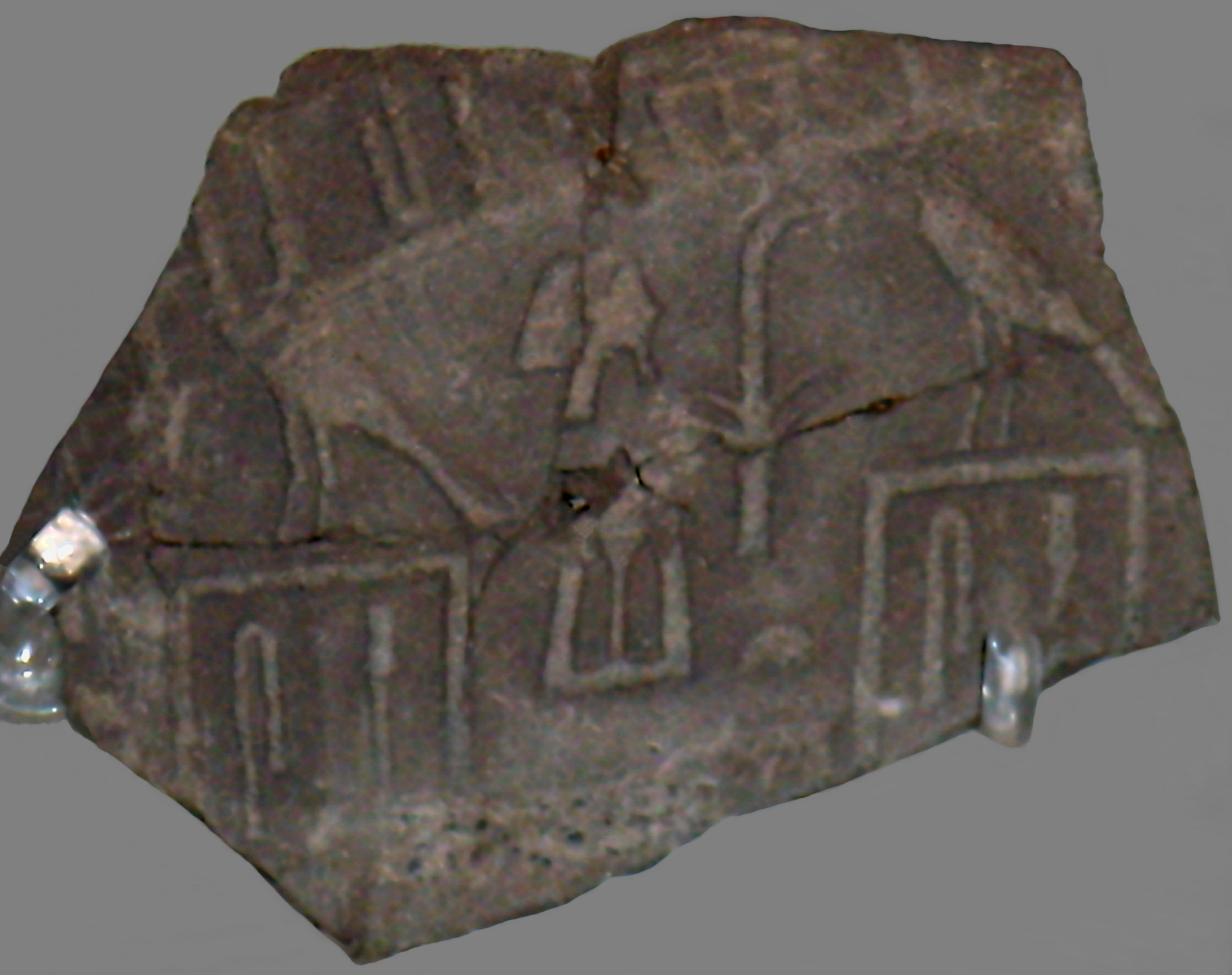
Siegelabdruck des Königs Sechemib

Aus der Namensänderung von Peribsen haben sich im Laufe der Forschung Fragen zu seiner Identität ergeben. Walter Bryan Emery, Kathryn A. Bard und Flinders Petrie sind davon überzeugt, dass Peribsen mit seinem Nachfolger Sechemib-Perenmaat identisch ist. Sie vermuten, dass Sechemib seinen Horusnamen von „Hor-Sechemib“ mit Beginn der Reichsteilung in „Seth-Peribsen“ umänderte. Sie begründen ihre Darlegung damit, dass zum einen Tonsiegel des Sechemib in der Nekropole des Peribsen entdeckt wurden und zum anderen Sechemibs eigenes Grab bislang unauffindbar geblieben ist.
Hermann A. Schlögl, Wolfgang Helck, Peter Kaplony und Jochem Kahl hingegen halten Sechemib und Peribsen für zwei unterschiedliche Personen. Sie verweisen auf den Umstand, dass besagte Tonsiegel des Sechemib nur im Eingangsbereich von Peribsens Grab gefunden wurden, nie jedoch im Inneren der Grabkammer. Sie vergleichen diese Fundsituation mit der des Königs Hetepsechemui (Begründer der 2. Dynastie), dessen Elfenbeinetiketten im Eingangsbereich des Grabes von König Qaa (einer der letzten oder tatsächlich letzter Herrscher der 1. Dynastie) entdeckt wurden. Schlögl, Helck, Kaplony und Kahl schließen aus der Fundsituation bei Sechemib, dass Letzterer Peribsen bestatten ließ.
Da Peribsen die Gottheit Seth als Schutzpatron wählte, vermuten einige Ägyptologen, dass Peribsen ein Fürst aus Thinis war oder dem thinitischen Königshaus angehörte. Hintergrund dieser Annahme ist der Gott Seth selbst, der in Naqada seinen Hauptkultort besaß und gemäß altägyptischer Überlieferung von dort stammte. In diesem Zusammenhang äußerte Darrell D. Baker die Vermutung, dass Peribsen von einem König der 1. Dynastie abstammen könnte.
Toby Wilkinson und Wolfgang Helck glauben, dass Sechemib und Peribsen miteinander verwandt waren. Ihre Annahme gründet auf auffälligen typografischen und grammatikalischen Ähnlichkeiten in den Inschriften aus Sechemibs und Peribsens Zeit. In den Gefäßinschriften des Peribsen zum Beispiel findet sich die häufige Beischrift Ini-Setjet („Tributzahlung der Bewohner von Sethroë“), während in Eintragungen des Sechemibs wiederholt Ini-Chasut („Tributzahlungen der Wüstennomaden“) zu lesen ist. Als weiteres Indiz für eine mögliche Verwandtschaft zwischen Peribsen und Sechemib gelten die Serechnamen beider Herrscher, die gleicherweise die Namenssilben „Per“ und „Ib“ verwenden.
Wolfgang Helck und Dietrich Wildung halten es für möglich, dass Peribsen mit dem ramessidischen Kartuschennamen Wadjenes identisch ist. Dieser Darlegung liegt die Annahme zugrunde, dass Peribsens Name durch die hieratische Schrift fehlgedeutet wurde (aus unsauberer Schriftausführung entstand eine Verlesung des Namens). Als Alternative schlägt Wildung Wadjenes als direkten Nachfolger von Ninetjer und somit als Vorgänger des Peribsen vor.
Aus der Frage nach der historischen Identität von Peribsen haben sich zusätzlich Fragen zu seinen Vorgängern und Nachfolgern ergeben. So ist unklar, ob Sechemib – sofern er nicht mit Peribsen identisch ist – vor oder nach ihm regierte. Ganz ähnlich steht es um König Sened, auch er kann sowohl Vorgänger als auch Nachfolger gewesen sein. Die widersprüchliche Fundlage erschwert jegliche genauere, chronologische Einordnung dieser drei Herrscher.

## Regierungszeit

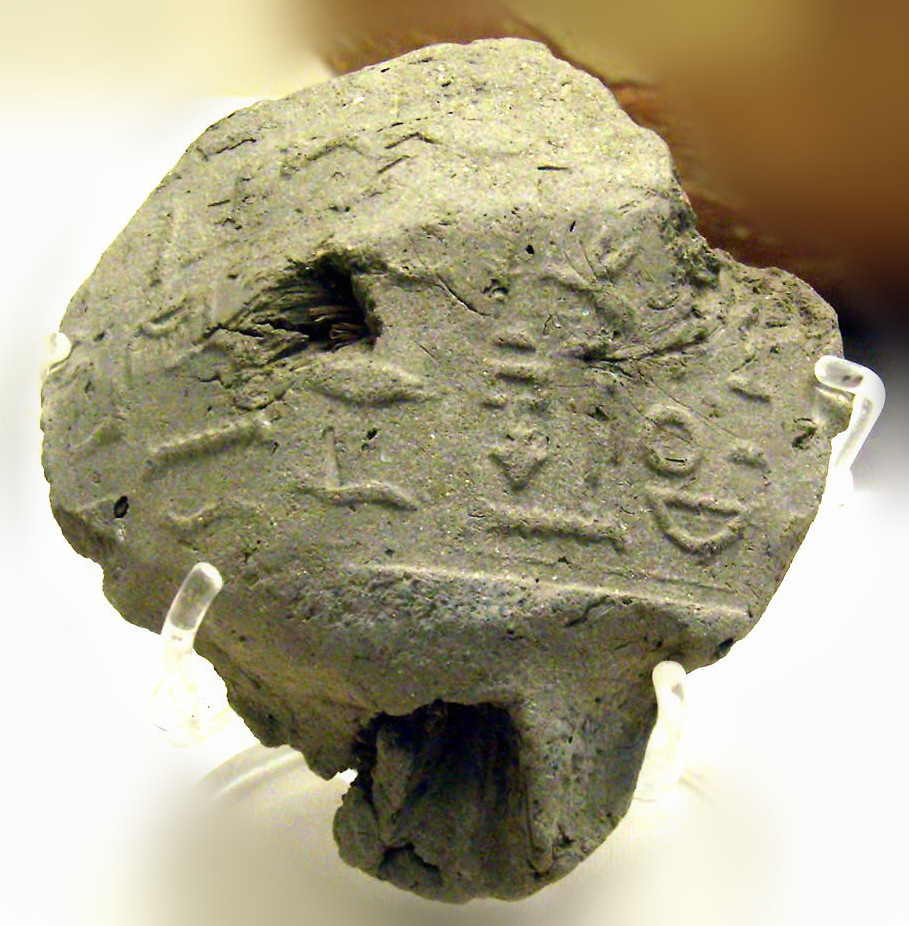
Tonsiegelinschrift des Peribsen mit dem ersten vollständigen Satz der Ägyptischen Geschichte.

Aufgrund der vielen Interpretationsmöglichkeiten, die sich aus der teils widersprüchlichen Fundlage ergeben, betrachtet die Ägyptologie die 2. Dynastie als besonders problematisch. Hintergrund ist die ebenso unsichere Fundlage bezüglich des Wechsels von 1. zu 2. Dynastie. Zum Zeitpunkt des Todes von König Qaa scheint es zu Thronstreitigkeiten gekommen zu sein, die in der Plünderung des Königsfriedhofs von Abydos gipfelten. Der Begründer der 2. Dynastie, König Hetepsechemui, verlegte sein Grab nach Sakkara, seine unmittelbaren Nachfolger, Nebre und Ninetjer, taten es ihm gleich. Doch Peribsen trachtete offenbar nach einer Rückkehr zu den früheren Traditionen und wählte wieder das oberägyptische Abydos als Begräbnisstätte. Auch einer seiner Nachfolger, Chasechemui, ließ sich in Abydos beisetzen. Grund für die Rückkehr dürften die thinitische Herkunft von Peribsen und seinen Nachfolgern sowie die möglicherweise auf den Süden beschränkte Herrschaftsgewalt gewesen sein.

### Befürworter der Reichsteilungstheorie
Ägyptologen und Historiker, die von der Reichsteilung und Doppelherrschaft während der 2. Dynastie überzeugt sind, untersuchen bis heute die genaueren Ursachen und Umstände, die zu einer Reichsteilung geführt haben könnten. Einige Forscher sind sich sicher, dass König Ninetjer, dritter Regent der 2. Dynastie, das ägyptische Reich in zwei voneinander unabhängige Reiche teilte und zwei seiner Söhne oder ausgesuchte Thronerben synchron regieren ließ. Sie nehmen an, dass Ägyptens Verwaltungsapparat zu dieser Zeit zu umfangreich und komplex geworden war und zusammenzubrechen drohte. Um ebendies zu verhindern und die Verwaltung des Staates zu erleichtern, wurde Ägypten geteilt und es wurden zwei Herrscher gleichzeitig eingesetzt.
Es ist allerdings unbekannt, wann genau Ägypten in zwei unabhängige Landeshälften aufgeteilt wurde. In diesem Zusammenhang weist Percy Newberry darauf hin, dass es möglicherweise schon unter König Ninetjer zu innenpolitischen Spannungen gekommen war. Newberry verweist auf die Inschrift des Palermosteins, einer schwarzen Basalttafel, die vorder- und rückseitig die Namen und Jahreseinträge aller Herrscher von der 1. Dynastie bis zur Regierungszeit von König Neferirkare (6. Dynastie) auflistet. Der Palermostein überliefert die Regierungsjahre 7 bis 21 für Ninetjer. Im 14. Regierungsjahr soll der Herrscher, sofern eine von zwei Deutungsmöglichkeiten zutrifft, die Städte Shem-Re und Ha zerstört haben. Dmitri B. Proussakov wirft ergänzend ein, dass ab dem 12. Regierungsjahr die Zeremonie „Erscheinen des Königs“ nicht mehr mit dem vollen Thronnamen (Nisut-biti) eingeleitet, sondern nur noch als das „Erscheinen des Königs von Unterägypten“ bezeichnet wird. Proussakov deutet dies als einen Hinweis darauf, dass Ninetjer nur noch eingeschränkte Macht besaß.
Im Gegensatz dazu vermutete Barbara Bell eine langanhaltende Dürre unter Ninetjer, die zu einer Hungersnot führte. Um nun die Versorgung der ägyptischen Bevölkerung sichern zu können, wurde das Königreich geteilt, bis die Dürre und die damit verbundene Hungersnot beendet waren. Bell begründete ihre These mit den Aufzeichnungen über die Nilfluthöhen jeweils unterhalb der Jahresfenster des Palermosteins. Ihrer Interpretation nach verzeichnete der Palermostein ungewöhnlich niedrige Nilpegelstände zur Zeit von König Ninetjer. Heute ist diese Theorie widerlegt. Historiker wie Stephan Seidlmayer haben Bells Schätzungen neu berechnet und korrigiert. Barbara Bell hatte möglicherweise nicht bedacht, dass der Palermostein nur die Nilpegelstände der Region um Memphis herum anzeigt und die Pegelstände entlang des restlichen Nilverlaufs außer Acht lässt. Stephan Seidlmayer konnte nachweisen, dass die Nilfluthöhen zu Ninetjers Zeiten ausgeglichen und vergleichsweise hoch waren. Eine Dürrekatastrophe als Reichsteilungsgrund kann daher inzwischen ausgeschlossen werden. Der tatsächliche Grund für eine Reichsteilung bleibt vorerst unklar.

### Gegner der Reichsteilungstheorie
Nicht alle Ägyptologen teilen die Vermutungen über ein geteiltes Ägypten. Forscher wie Winfried Barta, I.E.S. Edwards und T. Wilkinson machen auf eine zunehmende Erwähnung von Seth-Fetischen und jener Gottheit gewidmeten Schreinen und Bastionen auf dem Kairostein aufmerksam. In Zeile IV des Kairosteins C1, in den Jahresfeldern, die König Ninetjer zugesprochen werden, häufen sich die Darstellungen des Seth-Tieres. Auch in den Jahresfeldern seines Nachfolgers erscheinen Seth-Tiere. Demnach nahm der Einfluss der Seth-Kaste nur allmählich zu, nicht ganz plötzlich, wie für den Herrschaftsbeginn von Peribsen postuliert. Ninetjers Nachfolger auf dem Kairostein konnte bislang nicht einstimmig identifiziert werden, doch neuere Untersuchungen der Reste der königlichen Namensbandarole lassen gemäß Barta, Edwards und Wilkinson ein vierbeiniges Tier über dem Serech erkennen. Der bislang einzige frühdynastische Herrscher, der ein vierbeiniges Geschöpf als Namenspatron verwendete, ist eben König Peribsen. Wilkinson wirft jedoch ein, dass die Position der Namensbandarole auf eine Regierungsdauer von etwa 10, beziehungsweise 12–14 Jahren schließen lasse, was jedoch angesichts der umfangreichen, archäologischen Beleglage merkwürdig kurz erscheine. Da die Forscher den Verdacht hegen, dass Peribsen vielleicht nicht der einzige Herrscher mit Seth-Tier als Serechfigur gewesen sein könnte, schlagen zumindest Barta und Edwards verschiedene „Problemherrscher“ wie Nubnefer, Weneg und Sened als mögliche Seth-Könige vor. Wilkinson tendiert jedoch eher zu Peribsen als Nachfolger. König Sechemib schließen die Gelehrten als Kandidaten aus, da dieser nachweis- und ausschließlich den Horus-Falken als Serech-Patron verwendete.
Des Weiteren machen die Gelehrten darauf aufmerksam, dass der Annalenstein nirgends einen klaren Hinweis darauf liefert, dass es während der 2. Dynastie zu innerpolitischen Konflikten oder gar zu einer Teilung Ägyptens gekommen wäre. Daher fragen sie sich, ob die Theorie von einer Reichsteilung im Sinne einer Landesteilung in Nord und Süd, nebst synchroner Doppelherrschaft, überhaupt noch haltbar ist. Die Aufteilung in eine Süd- und eine Nordhälfte betrifft schlussendlich nur die Verwaltungstitel zeitgenössischer Beamter, nicht aber Königsnamen, was lediglich auf eine rein bürokratische Neuerung im Verwaltungssystem hindeutet. Hierzu verweisen sie auf zahlreiche Tonsiegel, welche Reformen hinsichtlich der Beamtentitel und -funktionen belegen, die nun sichtbar nach der von Peribsen angestrebten Verwaltungsreform ausgerichtet wurden: Unter Peribsen änderte sich die Bedeutung und Lesung des hohen und wichtigen Titels Chetemti-bitj kurzweilig, ohne dass die Schreibung verändert worden wäre. Statt der bislang üblichen Lesung und Deutung als „Siegler des Königs“ wurde die Lesung und Deutung zu „Siegler des Königs von Unterägypten“ erweitert. Dies wurde notwendig, nachdem unter Peribsen und Sechemib der Titel Chetemti-schemau („Siegler des Königs von Oberägypten“) eingeführt wurde. Bemerkenswert daran ist, dass statt der zu erwartenden Schreibung Chetemti-nesu die Schreibung Chetemti-schemau gewählt wurde. Der Grund hierfür liegt im Dunkeln, könnte aber dem Umstand zugrunde liegen, dass Schemau (Gardiner-Zeichen M26) als heraldisches Wappen von jeher stärker geografisch mit dem Begriff „Oberägypten“ verbunden wurde als nesu (welches ja stärker mit dem Begriff „König“ verknüpft war). Als Grund für die temporäre Einführung des Titels Chetemti-schemau nimmt man heute eine rein verwaltungstechnisch bedingte Notwendigkeit an: möglicherweise waren wirtschaftliche Engpässe und/oder ein zu groß gewordener Verwaltungsapparat der Grund für eine formelle Amtsteilung gewesen. Vielleicht wollten Peribsen und Sechemib auch nur die Macht der Beamten und Priester einschränken, weil diese zu einflussreich wurden. Letztendlich mussten Beamtentitel wie eben der des „königlichen Sieglers“ diesen Neuerungen angepasst werden. Nachdem unter König Chasechemui die formelle Reichsteilung beendet und das Verwaltungssystem wieder von einer einzelnen Zentrale geleitet werden konnte, gab man den Titel „Chetemti-schemau“ wieder auf.

### Politische Aktivitäten
Aufgrund der archäologischen Funde ist Peribsens direkter Machteinfluss nur für Oberägypten nachweisbar. Sein Reich scheint sich lediglich bis hinauf nach Elephantine erstreckt zu haben, wo er ein neues Verwaltungszentrum namens „Weißes Schatzhaus“ gründete. Seine neue königliche Residenz, Chet-nubt („Schutz von Nubt“; Nubt war das ägyptische Wort für Naqada) verlegte Peribsen nach Ombos. Eine weitere, häufig erwähnte Domäne nannte sich Iti-uiau („Barken des Herrn“), wichtige Städte waren Afnut („Kopftuchstadt“), Nebi („Unterstützerstadt“) und Hui-setjet („Asiatenstadt“). Peribsen gründete außerdem wichtige Verwaltungshäuser wie zum Beispiel Per-nubt („Haus von Ombos“) und Per-Medjed („Haus des Treffens“), das heutige Oxyrhynchos. Inschriften auf Steingefäßen erwähnen Tributzahlungen der Bewohner aus Setjet (Sethroë), was darauf hinweisen könnte, dass Peribsen im Nildelta einen Kultort für Seth gründen ließ. Dies würde allerdings voraussetzen, dass Peribsen entweder über ganz Ägypten geherrscht habe oder zumindest auch von Unterägypten als Herrscher anerkannt wurde.
Die Spaltung der Verwaltungszentrale Ägyptens endete mit Chasechemui, wo sie unter der neuen Zentralverwaltung „Haus des Königs“ (pr-nsw.t; Per-nesut) zusammengefasst und wieder vereinheitlicht wurde. Seit Peribsen ist damit eine klare Verwaltungshierarchie belegt, die unter Chasechemui erfolgreich vervollkommnet wurde: Dem „Haus des Königs“ unterstand die „Versorgungsabteilung“ (iz-ḏf3; Is-Djefa) und ihr wiederum war das „Schatzhaus“ unterstellt. Die Hierarchie der Verwaltungsabteilungen sieht demnach wie folgt aus: Haus des Königs → Versorgungsverwaltung → Schatzhaus → Gutsanlage → Weinberge → Einzelweinberg. Außerdem waren dem Haus des Königs verschiedene Domänen abgabepflichtig, so zum Beispiel die Domäne „Sitz des harpunierenden Horus’“. In die Regierungszeit des Peribsen fällt möglicherweise die Amtszeit eines hohen Beamten, der durch eine Grabstele sicher belegt ist: Nefersetech („Seth ist gnädig“). Dies wird durch die Namensnennung von Seth vermutet, ist aber umstritten.
Auf einem der Tonsiegel, die in Peribsens Grab gefunden wurden, ist der erste bekannte grammatikalisch vollständige Satz in Hieroglyphen festgehalten. Die Inschrift lautet: „Der Goldene/Der von Ombos überreicht die beiden Länder seinem Sohn, dem König von Ober- und Unterägypten, Peribsen.“ Die Anrede „Der Goldene“ oder auch „Der von Ombos“ ist der ranghöchste und am häufigsten verwendete Beiname des Seth. Unter Peribsen findet er allerdings erstmals in schriftlicher Form Anwendung.

### Kultische und religiöse Aktivitäten
Wie bereits erwähnt, wurden unter Peribsen verschiedene Gottheiten verehrt, die auch unter seinen Vorgängern angebetet worden waren. Die zahlreichen Tonsiegel nennen mit den Götterabbildungen auch die Orte, in denen sich die Kultzentren der jeweiligen Götter befanden. Zu den häufig genannten und abgebildeten Göttern zählen: Asch, Min, Nechbet, Horus, Seth, Bastet und Cherti. Dies spricht deutlich gegen den Versuch, eine Ein-Gott-Religion (Monotheismus) einzuführen. Des Weiteren zeigen Tonsiegelinschriften und Gefäßgravuren eine Sonnenscheibe über dem Sethtier auf dem Serech des Königs. Es ist unklar, ob diese Bestandteil des Königsnamens war, oder diesen nur begleitete. Insgesamt sind zehn Siegelabdrücke mit der Kombination Seth-Tier + Sonnenscheibe erhalten, wenngleich die meisten davon stark abgerieben oder rissig sind. Unter Peribsens Vorgängern war die Sonne noch direkt mit Horus verknüpft, der deutlichste Ausdruck dieser religiösen Assoziation tritt im Horusnamen von König Nebre zutage. Unter Peribsen wurde die Sonne mit Seth verknüpft, was Ägyptologen wie Peter Kaplony und Jochem Kahl veranlasst, auf die Sargtexte und die sogenannten Totenbücher deutlich späterer Dynastien zu verweisen. Dort wird Seth als treuer und überzeugter Beschützer des Ra verehrt und vielleicht gab es schon unter Peribsen erste Ansätze des Seth-Ra-Mythos. Das Arrangement auf den Inschriften deutet jedenfalls darauf hin, dass unter Peribsen offenbar ein religiöser Wandel stattfand und die Sonne immer stärker ins Zentrum kultischer Verehrung rückte, bis sie unter dem Namen „Ra“ mit Beginn der 3. Dynastie zur eigenständigen Gottheit erhoben wurde. Gegen Ende der Herrschaft von Chasechemui tauchen die ersten Personennamen auf, die direkten Bezug auf den Sonnengott nehmen.

## Gegenherrscher

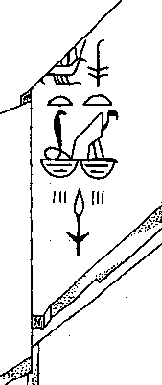
Alabasterfragment mit dem Nebti-Namen Weneg.

Wie bereits eingangs erläutert, sind einige Forscher überzeugt, dass Peribsen den Thron mit anderen Herrschern teilen musste. Da ihrer Meinung nach die Tonsiegel- und Gefäßinschriften darauf hinzudeuten scheinen, dass Peribsen und sein Nachfolger, Sechemib-Perenmaat, nur in Oberägypten regierten, wird intensiv erforscht, wer zu dieser Zeit in Unterägypten geherrscht haben könnte. Die ramessidischen Königslisten weichen in ihren Aufzeichnungen nach der Nennung von König Sened als fünftem Regenten der 2. Dynastie voneinander ab. Ein Grund hierfür mag sein, dass zum Beispiel die Königsliste von Sakkara und der Königspapyrus Turin nur memphitische Traditionen widerspiegeln, weshalb nur memphitische Könige genannt werden. Die Königsliste von Abydos hingegen ist nach thinitischen Traditionen ausgerichtet, weshalb auch nur thinitische Herrscher aufgelistet sind. Bis zur Nennung von König Sened sind sich die Königslisten einig, danach aber nennen die Sakkara-Liste und der Turin-Kanon drei Herrscher als Nachfolger von Sened: Neferkare I., Neferkasokar und Hudjefa I. Die Abydos-Liste überspringt diese Könige und setzt wieder bei Chasechemui, dem letzten Regenten der 2. Dynastie, unter dem Pseudonym „Djadjai“ an. Die Diskrepanzen zwischen den Königslisten gehen nach Darlegung einiger Ägyptologen auf die Reichsteilung während der 2. Dynastie zurück.
Ein weiteres Problem stellen die vielen Horus- und Nebtinamen dar, die in Inschriften auf Steingefäßen auftauchen. Diese wurden in der Großen Westlichen Galerie in der Nekropole des Königs Djoser (3. Dynastie) in Sakkara entdeckt. Die Aufschriften erwähnen Könige wie Nubnefer, Sneferka, Weneg, Horus Ba und „Vogel“. Jeder dieser Könige wird nur einmal beziehungsweise wenige Male erwähnt und die Anzahl der Gefäße, die aus ihren Lebzeiten stammen, ist jeweils stark limitiert. Daher nehmen Ägyptologen und Historiker an, dass diese Herrscher jeweils nur für sehr kurze Zeit regierten. König Sneferka ist möglicherweise mit König Qaa identisch oder ein kurzzeitiger Nachfolger von ihm. König Weneg-Nebti ist vielleicht mit dem ramessidischen Kartuschennamen „Wadjenes“ zu identifizieren. Doch Könige wie Nubnefer, Ba und „Vogel“ bleiben rätselhaft. Ihre Namen sind bislang nur in Sakkara entdeckt worden. Hermann A. Schlögl sieht in Sechemib den Nachfolger von Peribsen und betrachtet Neferkare I., Neferkasokar und Hudjefa I. als deren Gegenregenten.

## Grab

### Hauptgrab

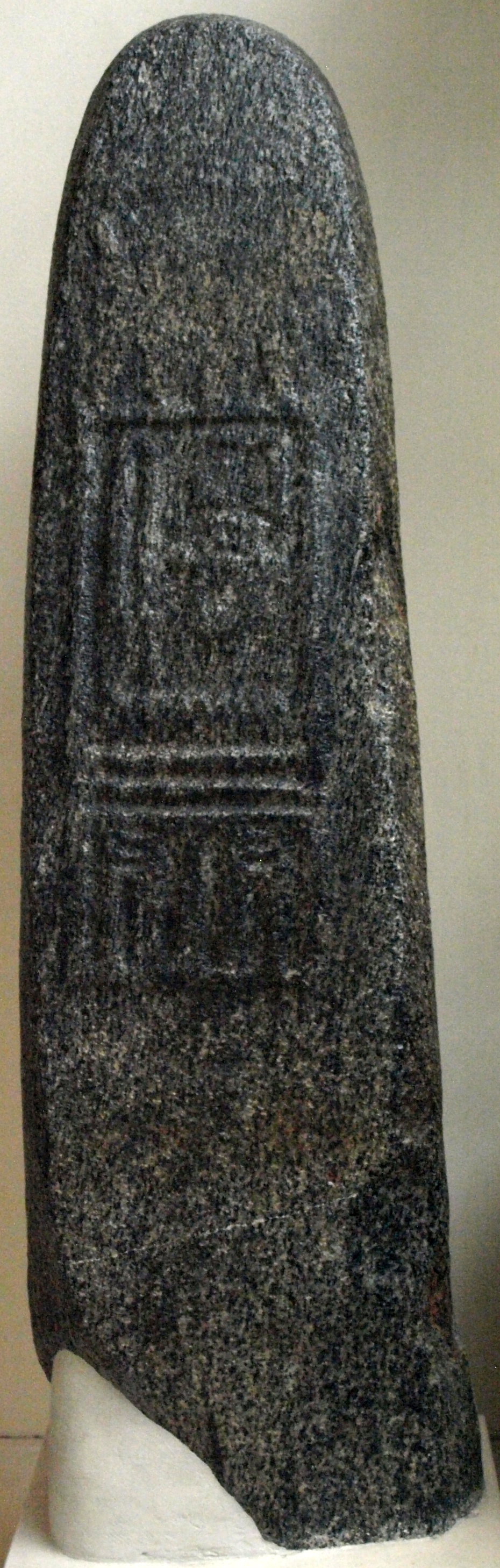
Grabstele des Seth-Peribsen; British Museum, London

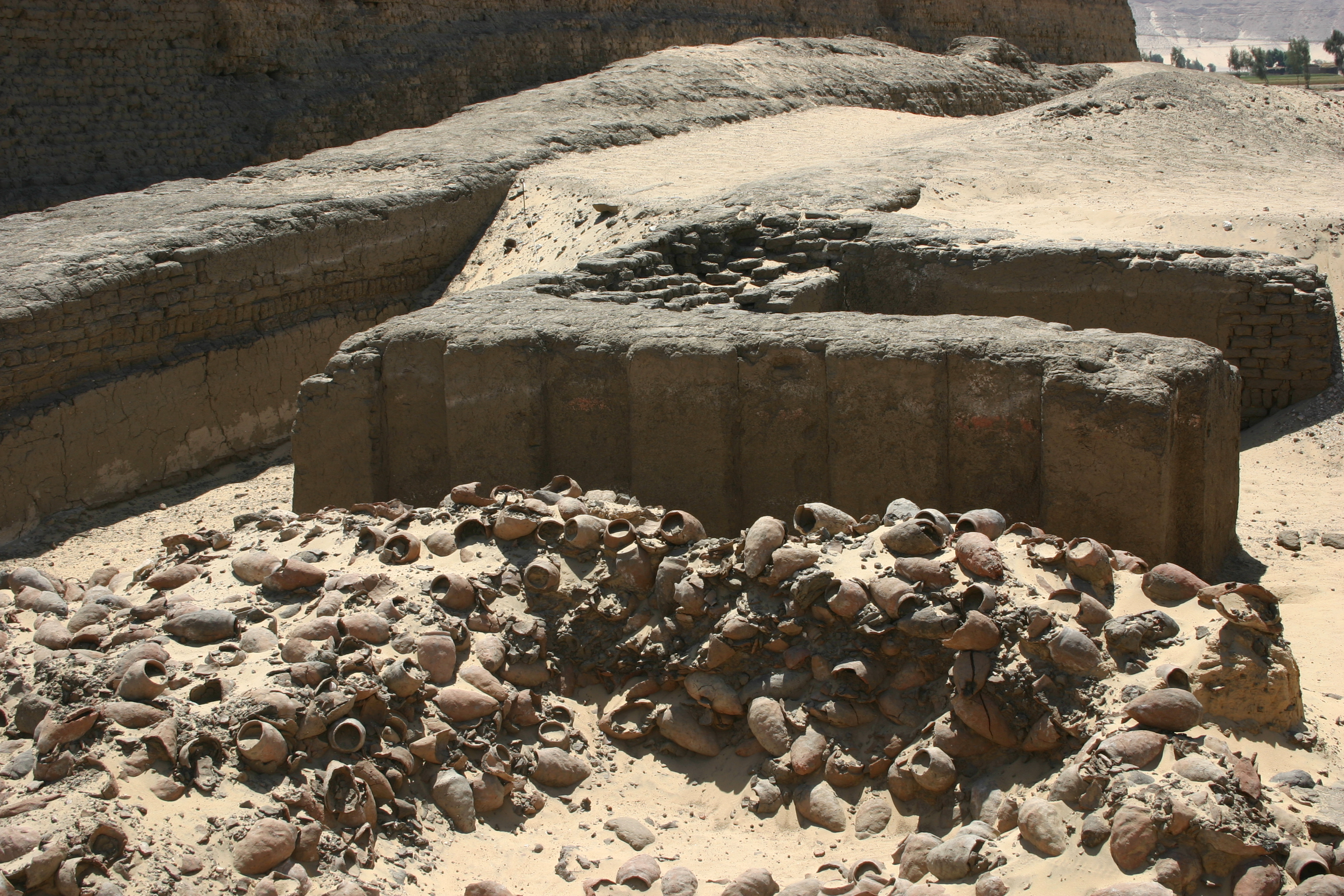
Peribsens Grab in Abydos, im Hintergrund ist der Einfriedungsbezirk von König Chasechemui zu sehen

Peribsen wurde in Tomb P („Grab P“) des Königsfriedhofs von Umm el-Qaab nahe Abydos beigesetzt. Erste archäologische Ausgrabungen begannen 1899 unter der Aufsicht und Leitung des französischen Archäologen und Ägyptologen Émile Amélineau. Weitere Grabungen fanden unter dem Briten Sir Flinders Petrie um 1901 statt. Eine dritte Grabung erfolgte durch den Schweizer Philologen und Ägyptologen Édouard Naville im Jahr 1910.
Das Grab wirkt, verglichen mit den Gräbern anderer Herrscher, von ungleich schlichter Konstruktion und verhältnismäßig klein. Dieser Eindruck rührt allerdings nur daher, dass Peribsens Grab nicht von Satellitengräbern umgeben ist, so wie es die Mastabas der Könige der 1. Dynastie sind. Wie groß die Mastaba selbst war, ist unbekannt. Gestaltungsvorbild der unterirdischen Grabanlage war wohl das Grab des Königs Djer (1. Dynastie), das seit dem Mittleren Reich als Osirisgrab angesehen wurde. Peribsens Grab ist ein sogenanntes Grubengrab, das heißt, die Grabstruktur ist im Erdreich versenkt. Die dafür ausgehobene Grube ist 3,5 – 4,0 m tief. Die Umrisse der Grabelemente sind in ihrer Architektur einem Wohnhaus nachempfunden. Als Baumaterial wurden Lehmziegel, Reet und etwas Holz verwendet. Das Monument besteht aus zwei rechteckigen, ineinander verschachtelten Umfassungsmauern mit zentraler Königskammer, das gesamte Grabmauerwerk ist 2,90 Meter hoch. Die erste, äußere Umfassung misst etwa 18 × 15 Meter, die innere Umfassung etwa 13 × 9,85 Meter. Die Hauptgrabkammer hat die Maße 7,8 × 4,15 Meter und steht als freie Konstruktion für sich im Zentrum der Anlage: um die Kammer herum wurde eine umläufige Passage freigelassen. Zwischen Grabeingang und Hauptkammer befindet sich ein Vorraum, der durch einen Durchgang in zwei Räume aufgeteilt ist, jeder dieser Räume enthält vier Lagermagazine.
Nachuntersuchungen bei insgesamt drei Ausgrabungskampagnen durch das Deutsche Archäologische Institut Kairo (DAIK) in den Jahren 2001 bis 2004 ergaben, dass Peribsens Grab – im Gegensatz zu den anderen Königsgräbern von Umm el-Qaab – in nur einer einzigen Bauphase fertiggestellt und nur sehr nachlässig verputzt wurde. Möglicherweise verliefen die Bauarbeiten in großer Eile. Daher fragen sich Archäologen und Ägyptologen, wie es um die Sicherheit von Peribsen Grabanlage bestellt war. Es gibt keine eindeutigen Hinweise auf massive Blockierungssteine wie bei den Königen der 1. Dynastie, was aber nichts heißen müsse: die Steine könnten auch zertrümmert und entsorgt worden sein. Dennoch scheint die Absicherung der Grabanlage vergleichsweise nachlässig erfolgt zu sein. Der weiche Untergrund der Umgebung von Abydos bot nicht denselben Schutz vor heimlichen Grabungen durch Räuber, wie zum Beispiel der Felsuntergrund in Saqqara, wo Peribsens Vorgänger Hetepsechemui, Nebre und Ninetjer ruhten. Sehr wahrscheinlich war die Begräbnisgrube von Tomb P nach Fertigstellung komplett mit Sand und Schutt gefüllt worden, um es vor neugierigen Blicken zu schützen und den Eingang optisch zu verbergen. Eine ähnliche Vorgehensweise lässt sich auch am Grab des Nachfolgers Chasechemui beobachten: auch dessen Grabanlage wurde im Erdreich versenkt errichtet.
Die grob nachlässige Bauausführung führte jedenfalls dazu, dass Tomb P mehrfach einsackte. Die Grabanlage war bereits in der Antike durch Grabräuber verwüstet und geplündert worden, zu Zeiten der jährlichen Wallfahrten nach Umm el-Qaab im Zuge der Osiris-Verehrung wurde sie notdürftig restauriert und einige Opfergefäße wurden zurückgelassen.

### Einfriedungsbezirk
Etwa ein Kilometer von der Grabanlage des Peribsen entfernt fand sich der königliche Einfriedungs- bzw. Kultbezirk. Tonsiegel mit dem Serechnamen des Peribsen wurden im Bereich des Osteingangs sowie im Inneren eines zerstörten Opferschreins gefunden. Daher wird der Kultbezirk König Peribsen zugesprochen. Er ist heute unter dem englischen Namen Middle Fort („Mittleres Fort“) bekannt. Erste Ausgrabungen begannen 1904 unter der Aufsicht und Leitung des kanadischen Archäologen Charles Trick Currelly und des britischen Ägyptologen Edward Russell Ayrton. Die Umfassungsmauer der Anlage wurde nahe der Einfriedung des Königs Chasechemui, bekannt als Shunet El-Zebib („Rosinenscheune“), ausgegraben. Der Umfang des Kultbezirks von Peribsen beträgt 108 × 55 Meter, die Anlage weist drei Eingänge auf: Im Süden, im Westen und im Osten. Im Innern des Bezirks fanden sich nur wenige Kultgebäude, darunter ein 12,3 × 9,5 Meter großer Opferschrein. Er befand sich an der Süd-Ost-Ecke und enthielt einst drei kleine Kapellen. Nebenbegräbnisse wurden weder an Peribsens Hauptgrab noch im Einfriedungsbezirk entdeckt.

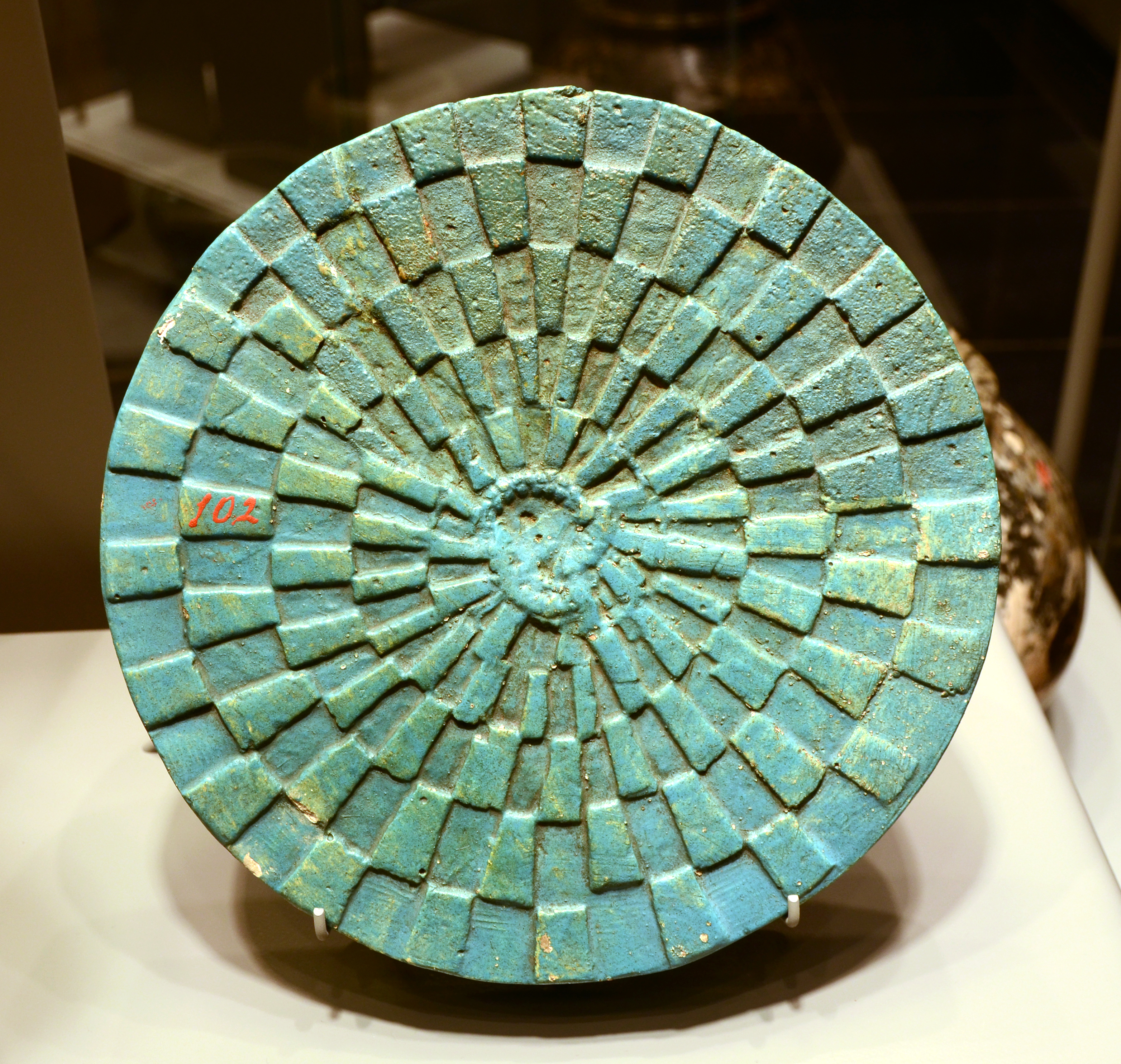
Mehen-Spielbrett aus dem Grab des Peribsen

Die Tradition, mit dem Tod eines Königs auch dessen Familie und Hofstaat mit zu bestatten, wurde mit dem Tod des Königs Qaa gegen Ende der 1. Dynastie aufgegeben. Seit König Hetepsechemui sind keine Nebenbegräbnisse mehr bezeugt.

### Besondere Funde
Unter den Grabbeigaben befanden sich, neben den bereits erwähnten Opfergaben aus späterer Zeit, einige Steinvasen und -schalen sowie irdene Krüge, die sich sicher Peribsens Epoche zuordnen lassen. Einige Steingefäße weisen mit Kupfer überzogene Ränder auf. Weiterhin wurden Kupferwerkzeuge und Armreiffragmente aus Flint und Kalkstein entdeckt, außerdem Perlen aus Fayence und Karneol. Daneben wurden auch mehrere Gefäße mit den Namen von Peribsens Vorgängern Ninetjer und Nebre gefunden. Besondere Fundstücke stellen eine Silbernadel mit dem Namen des Königs Hor-Aha und mehrere Tonsiegelfragmente mit dem Namen des Sechemib dar. Eine schwarze Schieferpalette sowie eine knöcherne Pfeilspitze stammen ursprünglich aus Djers Grab. Ein Steingefäßfragment mit Peribsens Namen wurde im Grab der Königin Meritneith entdeckt, doch es wird vermutet, dass die Scherbe während der Grabungsarbeiten durch Amélineau dorthin verschleppt worden war. Vor dem Grabeingang standen dereinst zwei große Granitstelen, deren Gestaltung auffallend stark von denen der anderen Königsgräber abweicht. Sie befinden sich heute in verschiedenen Museen.

### Allgemeine Literatur
- Darrell D. Baker: The Encyclopedia of the Egyptian Pharaohs. Band 1: Predynastic to the Twentieth Dynasty (3300–1069 BC). Bannerstone Press, London 2008, ISBN 0-9774094-4-9, S. 362–365.
- Jürgen von Beckerath: Handbuch der Ägyptischen Königsnamen (= Münchner ägyptologische Studien. Band 49). 2. verbesserte und erweiterte Auflage. von Zabern, Mainz 1999, ISBN 3-8053-2591-6, S. 44–45.
- Michael Rice: Who’s Who in Ancient Egypt. Routledge, London u. a. 2001, ISBN 0-415-15449-9, S. 72, 134 & 172.
- Thomas Schneider: Lexikon der Pharaonen. Albatros, Düsseldorf 2002, ISBN 3-491-96053-3, S. 195.

### Spezialliteratur
- Laurel Bestock: The development of royal funerary cult at Abydos. Two funerary enclosures from the reign of Aha Harrassowitz (= Menes. Band 6). Harrassowitz, Wiesbaden 2009, ISBN 978-3-447-05838-4.
- Susanne Bickel: Die Verknüpfung von Weltbild und Staatsbild: Aspekte von Politik und Religion in Ägypten. In: Reinhard Gregor Kratz, Hermann Spieckermann (Hrsg.): Götterbilder, Gottesbilder, Weltbilder. Polytheismus und Monotheismus in der Welt der Antike. Band 1: Ägypten, Mesopotamien, Persien, Kleinasien, Syrien, Palästina (= Forschungen zum Alten Testament. 2. Reihe, Band 17). Mohr Siebeck, Ulmen 2006, ISBN 3-16-148673-0, S. 79–99.
- Reg J. Clark: Tomb Security in Ancient Egypt from the Predynastic to the Pyramid Age. Archaeopress, Oxford (UK) 2016, ISBN 978-1-78491-300-7.
- I. E. S. Edwards (Hrsg.): Early history of the middle east (= The Cambridge ancient history. Band 1–2). 2 Bände = 3 Teile. 3rd edition. Cambridge University Press, Cambridge 1970, ISBN 0-521-07791-5.
- Walter B. Emery: Ägypten. Fourier, Wiesbaden 1964, ISBN 3-921695-39-2.
- Nicolas Grimal: A History of Ancient Egypt. Wiley & Blackwell, Oxford (UK) 1994, ISBN 0-631-19396-0.
- Wolfgang Helck: Untersuchungen zur Thinitenzeit (= Ägyptologische Abhandlungen. Band 45). Harrassowitz, Wiesbaden 1987, ISBN 3-447-02677-4.
- Wolfgang Helck: Untersuchungen zu Manetho und den ägyptischen Königslisten (= Untersuchungen zur Geschichte und Altertumskunde Aegyptens. Band 18). Akademie Verlag, Berlin 1956
- Erik Hornung: Der Eine und die Vielen. Ägyptische Gottesvorstellungen. 2. unveränderte Auflage. Wissenschaftliche Buchgesellschaft, Darmstadt 1973, ISBN 3-534-05051-7.
- Jochem Kahl: Inscriptional Evidence for the Relative Chronology of Dyns. 0–2. In: Erik Hornung, Rolf Krauss, David A. Warburton (Hrsg.): Ancient Egyptian Chronology (= Handbook of Oriental Studies. Section 1: The Near and Middle East. Band 83). Brill, Leiden u. a. 2006, ISBN 90-04-11385-1, S. 94–115 (Online).
- Jochem Kahl: „Ra is my Lord“. Searching for the rise of the Sun God at the dawn of Egyptian history (= Menes. Band 1). Harrassowitz, Wiesbaden 2007, ISBN 978-3-447-05540-6.
- Jochem Kahl, Markus Bretschneider, Barbara Kneissler: Frühägyptisches Wörterbuch, Teil 1. Harrassowitz, Wiesbaden 2002, ISBN 3-447-04594-9.
- Peter Kaplony: Die Inschriften der ägyptischen Frühzeit Band 3 (= Ägyptologische Abhandlungen. Band 8, 3, ISSN 1614-6379). Harrassowitz, Wiesbaden 1963.
- Peter Kaplony: „Er ist ein Liebling der Frauen“ – Ein „neuer“ König und eine neue Theorie zu den Kronprinzen sowie zu den Staatsgöttinnen (Kronengöttinnen) der 1./2. Dynastie. In: Ägypten und Levante. Band 13, 2006, ISSN 1015-5104, S. 107–126, doi:10.1553/AEundL13.
- Claudia Lacher-Raschdorff: Umm el-Qaab VIII. Das Grab des Königs Peribsen. Archäologie und Architektur (= Archäologische Veröffentlichungen. Band 128). Harrassowitz, Wiesbaden 2020, ISBN 978-3-447-11344-1.
- P. E. Newberry: The Seth rebellion of the 2nd Dynasty. In: Ancient Egypt. Nr. 7, 1922, ZDB-ID 216160-6, S. 40–46.
- Jean-Pierre Pätznick: Die Siegelabrollungen und Rollsiegel der Stadt Elephantine im 3. Jahrtausend vor Christus. Spurensicherung eines archäologischen Artefaktes (= BAR, International Series. Band 1339). Archaeopress, Oxford 2005, ISBN 1-84171-685-5 (Zugleich: Dissertation, Universität Heidelberg, 1999).
- William Matthew Flinders Petrie: The Royal Tombs of the first dynasty: 1900. Part 1 (= Memoir of the Egypt Exploration Fund. Band 18). Egypt Exploration Fund u. a., London 1900, (Digitalisierung).
- William Matthew Flinders Petrie: The Royal tombs of the earliest dynasties: 1901. Part II (= Memoir of the Egypt Exploration Fund. Band 21). Egypt Exploration Fund u. a., London 1901 (Digitalisat).
- Dmitri B. Proussakov: Early dynastic Egypt: A socio-environmental/anthropological hypothesis of „Unification“. In: Leonid E. Grinin (Hrsg.): The early state, its alternatives and analogues. Uchitel Publishing House, Volgograd 2004, ISBN 5-7057-0547-6, S. 139–180.
- Gay Robins: The art of ancient Egypt. Harvard University Press, Cambridge (MA) 1997, ISBN 0-674-04660-9.
- Anna Maria Donadoni Roveri, Francesco Tiradritti (Hrsg.): Kemet. Alle Sorgenti Del Tempo. Electa, Milano 1998, ISBN 88-435-6042-5.
- Hermann A. Schlögl: Das Alte Ägypten. Geschichte und Kultur von der Frühzeit bis zu Kleopatra. Beck, München 2006, ISBN 3-406-54988-8.
- Christian E. Schulz: Schreibgeräte und Schreiber in der 0. Bis 3. Dynastie. Grin, München 2007, ISBN 978-3-638-63909-5.
- Stephan Seidlmayer: Historische und moderne Nilstände. Untersuchungen zu den Pegelablesungen des Nils von der Frühzeit bis in die Gegenwart (= Achet – Schriften zur Ägyptologie. Band A, 1). Achet-Verlag, Berlin 2001, ISBN 3-9803730-8-8.
- Alan J. Spencer: Early Egypt. The rise of civilisation in the Nile Valley. British Museum Press, London 1993, ISBN 0-7141-0974-6.
- Herman te Velde: Seth, God of Confusion. A study of his role in Egyptian mythology and religion (= Probleme der Ägyptologie. Band 6). Reprint with come corrections. Brill, Leiden 1977, ISBN 90-04-05402-2 (Zugleich: Dissertation, Universität Groningen, 1967).
- Dietrich Wildung: Die Rolle ägyptischer Könige im Bewußtsein ihrer Nachwelt. Band 1: Posthume Quellen über die Könige der ersten vier Dynastien (= Münchner ägyptologische Studien. Band 17, ZDB-ID 500317-9). B. Hessling, Berlin 1969 (Zugleich: gekürzte Dissertation, Universität München, 1967).
- Toby A. H. Wilkinson: Early Dynastic Egypt. Strategies, Society and Security. Routledge, London u. a. 1999, ISBN 0-415-18633-1.
- Toby A. H. Wilkinson: The Rise and Fall of Ancient Egypt. The history of a civilisation from 3000 BC to Cleopatra. Bloomsbury, London u. a. 2011, ISBN 978-1-4088-1002-6.